# Kastus-Kalinouski-Regiment
Das Kastus-Kalinouski-Regiment (bis zum 21. Mai 2022: Kastus-Kalinouski-Bataillon) ist ein militärischer Verband aus belarussischen Freiwilligen, der in die ukrainischen Streitkräfte eingegliedert ist.

## Organisation
Das Regiment ist laut eigenen Aussagen nicht in die Internationale Legion der Territorialverteidigung der Ukraine eingegliedert, um eine größere Autonomie zu bewahren. Es gliedert sich in die zwei Bataillone „Wolat“ und „Litwin“. Zudem umfasst es die Militäreinheit Kasciuszka, welche westliche Staatsbürger rekrutiert, die bereits über militärische Erfahrungen verfügen. Das Regiment untersteht dem Holowne uprawlinnja roswidky Ministerstwa oborony Ukrajiny.

## Geschichte
Bereits im Juli 2014 wurde im Verlauf des Russisch-Ukrainischen Kriegs eine aus belarussischen Freiwilligen bestehende Kampfeinheit namens „Atrjad Pahonja“ aufgestellt. Am 8. August 2015 wurde die „Taktische Gruppe Belarus“ gegründet, welche belarussische Freiwillige aus unterschiedlichen Bataillonen vereint.
Am 9. März 2022 wurde als Reaktion auf den russischen Überfall auf die Ukraine die Gründung des Kastus-Kalinouski-Bataillons bekannt gegeben, das bei der Verteidigung der Landeshauptstadt Kiew helfen soll. Das Bataillon geht aus den territorialen Verteidigungseinheiten der Stadt Kiew hervor. Es ist nach dem Revolutionär Kastus Kalinouski benannt, einem der regionalen Anführer des Januaraufstands von 1863/64.
Bei einem Teil der Kämpfer handelt es sich um Dissidenten, die aus Protest gegen die Diktatur von Aljaksandr Lukaschenka aus Belarus in die Ukraine geflohen sind. Die führende Oppositionspolitikerin Swjatlana Zichanouskaja unterstützt das Kastus-Kalinouski-Bataillon öffentlich.
Zu den Kämpfern zählen unter anderem der Ruderer Pawel Schurmej, der 2004 und 2008 bei den Olympischen Spielen angetreten ist, sowie Dsjanis Urbanowitsch, Vorsitzender der belarussischen Jugendorganisation Malady Front. Am 21. Mai 2022 gab das Kastus-Kalinouski-Bataillon bekannt, dass die Einheit mittlerweile zu einem Regiment angewachsen sei. Es besteht fortan aus zwei Bataillonen, welche die Namen Litwin und Wolat tragen, die Kampfnamen zweier gefallener belarussischer Kämpfer.
Stand August 2022 haben sich laut Swjatlana Zichanouskaja bis zu 1500 Belarussen zur Verteidigung der Ukraine gemeldet. Ob diese sich dem Kastus-Kalinouski-Regiment angeschlossen haben, geht jedoch aus der Angabe nicht hervor. Im September 2022 erkannte das Innenministerium von Belarus die Internetressourcen des Regiments als extremistische Gruppe an. Im November 2022 nahm das Europäische Parlament eine Resolution an, in dem dieses seine Unterstützung für das Kastus-Kalinouski-Regiment zum Ausdruck bringt.
Am 9. März 2023 wurden bei einer Zeremonie mehrere Kämpfer des Regiments mit Medaillen des Holowne uprawlinnja roswidky Ministerstwa oborony Ukrajiny als auch der Rada BNR, der Exilregierung der Belarussischen Volksrepublik ausgezeichnet. Im September 2023 wurde das Regiment um ein weiteres Bataillon mit dem Namen „Western“ erweitert. Es besteht hauptsächlich aus Bürgern der Europäischen Union und der USA und nimmt nur Ausländer auf, die in Berufsstreitkräften gedient haben. Mittlerweile wurde die Einheit zu Ehren des Aufständischen Tadeusz Kościuszko umbenannt.
Am 24. Juni 2024 wurde der deutsche Staatsbürger Rico Krieger in einem Geheimprozess in Minsk wegen sechs Straftatbeständen zum Tode verurteilt. Ihm wird unter anderem „Terrorismus“ und „Söldnertum“ vorgeworfen. Nach Angaben der Menschenrechtsorganisation Wjasna steht die Verurteilung im direkten Zusammenhang mit dem Kastus-Kalinouski-Regiment. Das Regiment erklärte allerdings, Krieger sei kein Teil ihrer Einheit. Er wurde im Rahmen des Internationalen Häftlingsaustauschs im August 2024 freigelassen.
Am 25. September 2024 deklarierte das Oberste Gericht von Belarus das Kastus-Kalinouski-Regiment zur "Terrororganisation".
Im Jahr 2025 verurteilten die belarussischen Behörden fünf Mitglieder des Kalinouski-Regiments in Abwesenheit zu langen Haftstrafen und hohen Geldstrafen.

## Verluste
Am 13. März 2022 wurde Aljaksej Skoblja, ein Kämpfer des Bataillons, tödlich verwundet. Am 24. März 2022 fiel Dsmitryj Apanasawitsch bei Irpin. Der dritte getötete Kämpfer heißt Pawal „Wolat“; nach ihm wurde eines der beiden Bataillone des Regiments benannt.
Am 26. Juni 2022 wurden sechs Kämpfer des Regiments bei Lyssytschansk getötet oder gefangen genommen. Zu den Gefallenen gehört auch der Kommandeur des Bataillons Wolat, Ivan „Brest“ Marchuk. Am 7. November 2022 wurde ein weiterer Angehöriger des Regiments bei einem Kampfeinsatz getötet. Am 17. Mai 2023 gab die Pressestelle des Regiments bekannt, dass bei der Schlacht um Bachmut ein Kämpfer getötet sowie vier weitere vermisst gemeldet seien. Unter den Gefallenen war auch der Aktivist Miraslau Lasouski, der Gründer der militärsportlichen Organisation Weiße Legion. Im Juli 2023 vermeldete das Regiment den Tod von drei Angehörigen des Litwin-Bataillons sowie eines Angehörigen des Wolat-Bataillons. Im April 2024 wurden zwei Soldaten des Wolat-Bataillons getötet.